# Hyapatia Lee
Hyapatia Lee (* 11. November 1960 in Indianapolis, Indiana, als Victoria Lynch) ist eine US-amerikanische Schauspielerin, Sängerin, Tänzerin und Pornodarstellerin der 1980er und 1990er Jahre.

## Karriere
Lee ist indianischer und irischer Abstammung. Sie trat regelmäßig im Black Curtain Dinner Theater in Indianapolis auf. 1982 änderte Lee ihren Vornamen zu Hyapatia, um ihre Abstammung von den Cherokee zu betonen. Sie arbeitete als exotische Tänzerin in der Red Garter Lounge. 1983 ging sie nach Hollywood, um Filmschauspielerin zu werden, arbeitete jedoch bald als Pornodarstellerin. Sie gab ihr Filmdebüt 1983 mit dem Film The Young like it Hot. Im Oktober 1991 hatte sie einen Gastauftritt in der The Howard Stern Show.
Sie ist bekannt für ihre Darstellung der Masseurin in dem Porno-Drama The Masseuse aus dem Jahr 1990 an der Seite von Randy Spears. Für diese Rolle wurde sie 1991 mit dem AVN Award als „Best Actress“ ausgezeichnet. Der Film wurde 2004 basierend auf der alten Geschichte mit Jenna Jameson in der Hauptrolle von Paul Thomas neu verfilmt.
In ihrer aktiven Zeit spielte sie in ca. 50 Filmen. Lee war mit dem Regisseur Bud Lee verheiratet und hat zwei Kinder mit ihm. 1997 hat sie erneut geheiratet.
1993 wurde Hyapatia Lee in die XRCO Hall of Fame aufgenommen. 1995 wurde sie mit dem „Lifetime Achievement Award“ der „Free Speech Coalition“ ausgezeichnet. 1998 täuschte sie aus bisher ungeklärten Gründen ihren eigenen Tod vor. Heute arbeitet Lee als Sängerin der Rockband „Double Euphoric“. Unter ihrem echten Namen tritt Lee heute wieder als Schauspielerin in nicht-pornografischen Theaterstücken auf. Sie ist Ensemble-Mitglied im Coachlight Musical Theater in Nashville, Indiana.
Im Jahr 2000 wurde ihr Buch The Secret Lives of Hyapatia Lee veröffentlicht. Das Buch ist teilweise autobiografisch und schildert ihre Eindrücke von der Pornoindustrie. Der Verlag Carnal Comics hat ihrer Biographie ein Comic mit dem Titel Hyapatia Lee #1 gewidmet.

## Auszeichnungen
- 1979: Miss Nude Galaxy
- 1991: AVN Award „Best Actress“ in „The Masseuse“
- 1993: F.O.X.E. Award „Best Female Performer“
- 1995: Lifetime Achievement Award (Free Speech Coalition)

## Filmografie (Auswahl)
- 1984: Let’s Get Physical
- 1985:  The Ribald Tales of Canterbury
- 1986: Hyapatia Lee’s Sexy
- 1986: Secret Dreams
- 1986: The Wild, Wild West
- 1987: The Insatiable Hyapatia Lee
- 1990: Lust in the Woods
- 1990: The Masseuse
- 1993: Snakedance